# Wladimir Iliew
Wladimir Iliew (bulgarisch Владимир Илиев; englisch Vladimir Iliev; * 17. März 1987 in Trojan, Gemeinde Lowetsch) ist ein bulgarischer Biathlet. Iliew gab bereits 2006 sein Debüt im Weltcup und entwickelte sich insbesondere Mitte der 2010er-Jahre gemeinsam mit Krassimir Anew zum stärksten bulgarischen Athleten im Feld. Seine bisherigen Karrierehöhepunkte sind die Goldmedaille im Sprintrennen bei den Europameisterschaften 2017 und der Vizeweltmeistertitel im Einzel bei den Weltmeisterschaften 2019 in Östersund.

## Sportliche Laufbahn

### Anfänge und Juniorenbereich
Wladimir Iliew betreibt den Biathlonsport seit 1997 und wurde bereits 2004 mit 17 Jahren in das Nationalteam Bulgariens aufgenommen. Ab 2004 trat er auch zu den Juniorenbewerben im Rahmen des Europacups an, platzierte sich zunächst aber selten unter den besten 30. 2005 nahm der Bulgare erstmals an Juniorenweltmeisterschaften teil. In Kontiolahti konnte er sich als 25. im Sprint, 21. der Verfolgung und Zehnter mit der bulgarischen Staffel ansprechend platzieren. In der anschließenden Saison erreichte Iliew mehrfach Platzierungen unter den besten 20 im Europacup der Junioren. Die Juniorenweltmeisterschaften 2006 in Presque Isle brachte in Sprint und Verfolgung erneut Plätze um Rang 20, dieses Niveau konnte er auch in den beiden Folgejahren in etwa halten. Am Ende der Saison 2005/06 gab der Bulgare sein Debüt im Europacup der Senioren und erzielte bei einem relativ schlecht besetzten Sprintrennen am Gurnigel den 17. Rang. Erfolg brachten die Junioreneuropameisterschaften 2007 in seinem Heimatland Bansko, Iliew wurde Elfter im Einzel, 19. im Sprint, Achter der Verfolgung und Fünfter mit der Staffel. Besonders erfolgreich war der Bulgare bei den Sommerbiathlonweltmeisterschaften der Junioren im selben Jahr, im Sprint der Skirollerwettkämpfe gewann er hinter Krassimir Anew und Dmitri Blinow die Bronzemedaille und wurde Fünfter der Verfolgung. Im Europacup konnte er sich mit der Zeit immer mehr steigern, 2007 gewann er in Bansko sogar ein Sprintrennen.

### Olympiadebüt und erste Medaillen
Sein Debüt in der A-Klasse gab Iliew beim ersten Einzel der Saison 2006/07 in Östersund und wurde 105. Im selben Jahr nahm er bereits an den Weltmeisterschaften in Antholz teil, wo Iliew 86. im Sprint und 63. des Einzels wurde. Ein Jahr später lief Iliew in Östersund auf die Plätze 96 im Einzel und 20 mit der Staffel, wobei er den restlichen Winter im Junioreneuropacup bestritt. Siegen konnte er sowohl im Sprint und der Verfolgung der Junioren- und Seniorenwettbewerbe bei den Offenen Balkanmeisterschaften im Biathlon 2008 in Băile Harghita. Nachdem er zu Beginn des Winters 2008/09 im neu benannten IBU-Cup von Idre zweimal in die Top 40 gelaufen war, wurde Iliew regulärer Teil der Weltcupmannschaft. Bei den Weltmeisterschaften konnte Iliew hierbei erstmals die Punkteränge eines Weltcuprennens erreichen, als er das Einzel von Pyeongchang als 32. abschloss. Im Folgewinter wurde er trotz erneut unterdurchschnittlicher Leistungen in das Aufgebot für die Olympischen Winterspiele von Vancouver berufen und erreichte als bestes Resultat den 16. Platz mit Michail Kletscherow, Miroslaw Kenanow und Krassimir Anew in der bulgarischen Herrenstaffel. Weiterhin nahm Iliew an den Europameisterschaften teil und erreichte mit Platz 13 in Sprint und Verfolgung erste Achtungsergebnisse. Stetig steigerte sich der Bulgare auch im Winter 2010/11, in einem IBU-Cup-Sprint ging es in die Top 10 und bestes Weltcupergebnis wurde ein 51. Rang. Nach dem Jahreswechsel war er ein letztes Mal auf erweiterter Juniorenebene erfolgreich, bei der Winteruniversiade im türkischen Erzurum gewann Iliew mit der Mixedstaffel die Bronzemedaille. Im September 2011 gewann er schließlich auch seine erste große Medaille bei den Senioren, im Sprint der Sommerbiathlon-WM musste sich der Bulgare lediglich Dmitri Jaroschenko und Oleksandr Bilanenko geschlagen geben.

### Etablierung im Weltcup

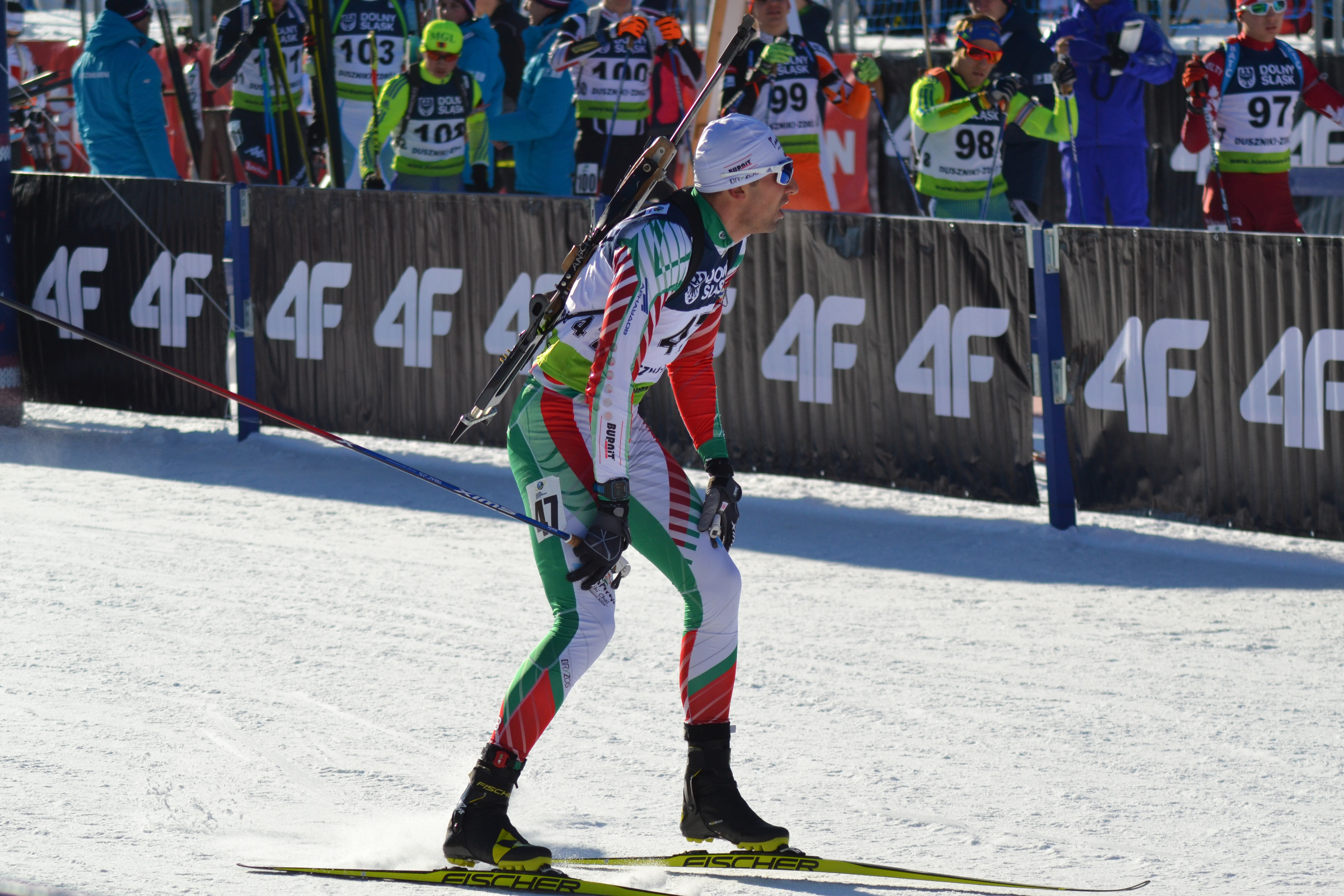
Iliews Zieleinlauf beim Sieg im EM-Sprint 2017

Mit Beginn des Winters 2011/12 steigerte sich Iliew vor allem läuferisch, womit er erste Spitzenergebnisse einfuhr. Im Sprint von Hochfilzen ging es auf Rang 20, am Saisonende in Chanty-Mansijsk zwei weitere Male in die Punkteränge. Das beste Saisonergebnis kam aber im Einzel der Weltmeisterschaften, nach einem Schießfehler resultierte der 16. Rang. Den Sprint der Europameisterschaften schloss er zudem als Sechster ab. In der Saison 2012/13 erreichte er im Sprintrennen auf der Pokljuka mit dem sechsten Platz seine erste Top-Ten-Platzierung und gleichzeitig sein zu diesem Zeitpunkt bestes Weltcupresultat. Da er im kompletten Winter relativ konstant agierte, brachte dies am Saisonende den 44. Platz in der Weltcupgesamtwertung. Eine Saison später erreichte Iliew im Verfolger von Antholz ohne Fehlschuss den 15. Platz, bis heute ist dies sein einziger professioneller Wettkampf mit vier fehlerfreien Schießeinlagen. Für die Olympischen Winterspiele in Sotschi wurde der Bulgare ebenfalls nominiert, spielte dort in den Ergebnislisten aber keine große Rolle.
Seine zu diesem Zeitpunkt größten Erfolge verbuchte er bei den Weltmeisterschaften 2015 mit zwei Resultaten unter den besten Zehn, im Sprint fehlten ihm trotz eines Schießfehlers nur 15 Sekunden auf den dritten Rang. Die Saison bestritt Iliew auf ziemlich hohem Niveau, mit Ausnahme des Sprints in Östersund lief der Bulgare in jedem Rennen in die Punkteränge und qualifizierte sich an fünf Stationen für den Massenstart der besten dreißig Athleten. In Oberhof erzielte er mit Iwan Slatew, Dimitar Partalow und Dimitar Gerdschikow als Siebter das zweitbeste bulgarische Herrenstaffelresultat der Historie, nur in den Achtzigerjahren war einmal ein Team besser. Bei den Europameisterschaften gewann er zudem Bronze im Einzel. Den Winter schloss er auf dem 25. Platz der Weltrangliste ab, was bis heute das beste Saisonergebnis in Iliews Karriere darstellt. Im August 2015 gewann er bei den Sommerbiathlonweltmeisterschaften das Sprintrennen und wurde mit der Mixedstaffel um Anton Sinapow, Emilija Jordanowa und Dessislawa Stojanowa Zweiter. Nicht ganz so konstant agierte der Bulgare 2015/16, trotzdem lief er zweimal unter die besten Zehn im Weltcup und gewann bei den Europameisterschaften die Bronzemedaille im Massenstart.

### Titel und Vizetitel bei Großereignissen
Im Dezember 2016 lief Iliew im Sprint von Nové Město na Moravě auf den fünften Rang und stellte damit sein bis heute bestes Resultat im regulären Weltcup auf. Erfolgreich schnitt er nach dem Jahreswechsel bei den Europameisterschaften 2017 in Duszniki-Zdrój ab, als er im Sprintrennen den Titel vor Alexander Loginow und Landsmann Krassimir Anew gewann. Den Weltcupwinter schloss er als 32. ab, bei den Weltmeisterschaften resultierte als Bestergebnis Platz 13 im Sprint. Für seine dritten olympischen Spiele konnte sich Iliew 2018 als einer von vier Biathleten seines Landes qualifizieren, außer dem 19. Platz im Einzel gelangen ihm aber auch weiterhin keine nennenswerten Resultate. Die laufende Saison schloss er nach einigen schwachen Wettkämpfen nur auf Rang 59 ab. Seinen größten Erfolg erreichte Iliew bei den Weltmeisterschaften 2019 in Östersund. Nach einem ansonsten erneut durchschnittlich verlaufenen Winter gewann er überraschend die Silbermedaille im Einzelwettkampf hinter Arnd Peiffer und vor Tarjei Bø. In den Wintern 2018/19 bis 2022/23 beendete der Bulgare seine Saison durchgehend zwischen Rang 35 und 44, wobei in den Individualbewerben sowohl Ausreißer nach unten als auch Top-20-Ergebnisse keine Seltenheit darstellten. Nach dem Rücktritt seines gleichaltrigen Teamkollegen Krassimir Anew Anfang 2020 wurde Iliew schließlich zum deutlich besten Mann im bulgarischen Team. Im Sprint von Östersund im März 2021 erzielte er mit dem 9. Rang sein erstes Top-10-Ergebnis seit der Silbermedaille bei der WM 2019. Im Februar 2022 nahm der Bulgare an seinen vierten Olympischen Spielen teil, als bestes Individualergebnis sprang Platz 25 im Verfolger heraus. Bei den Europameisterschaften 2023 erzielte Iliew trotz einiger Schießfehler in Sprint und Verfolgung Top-10-Resultate, bei den Weltmeisterschaften in Oberhof überzeugte er ebenfalls und erreichte zwei Ergebnisse unter den besten Zwanzig sowie den Massenstart. In den beiden Folgesaisons gelang es ihm hingegen nur vereinzelt, die Punkteränge zu erreichen.

## Leistungen in den Teildisziplinen

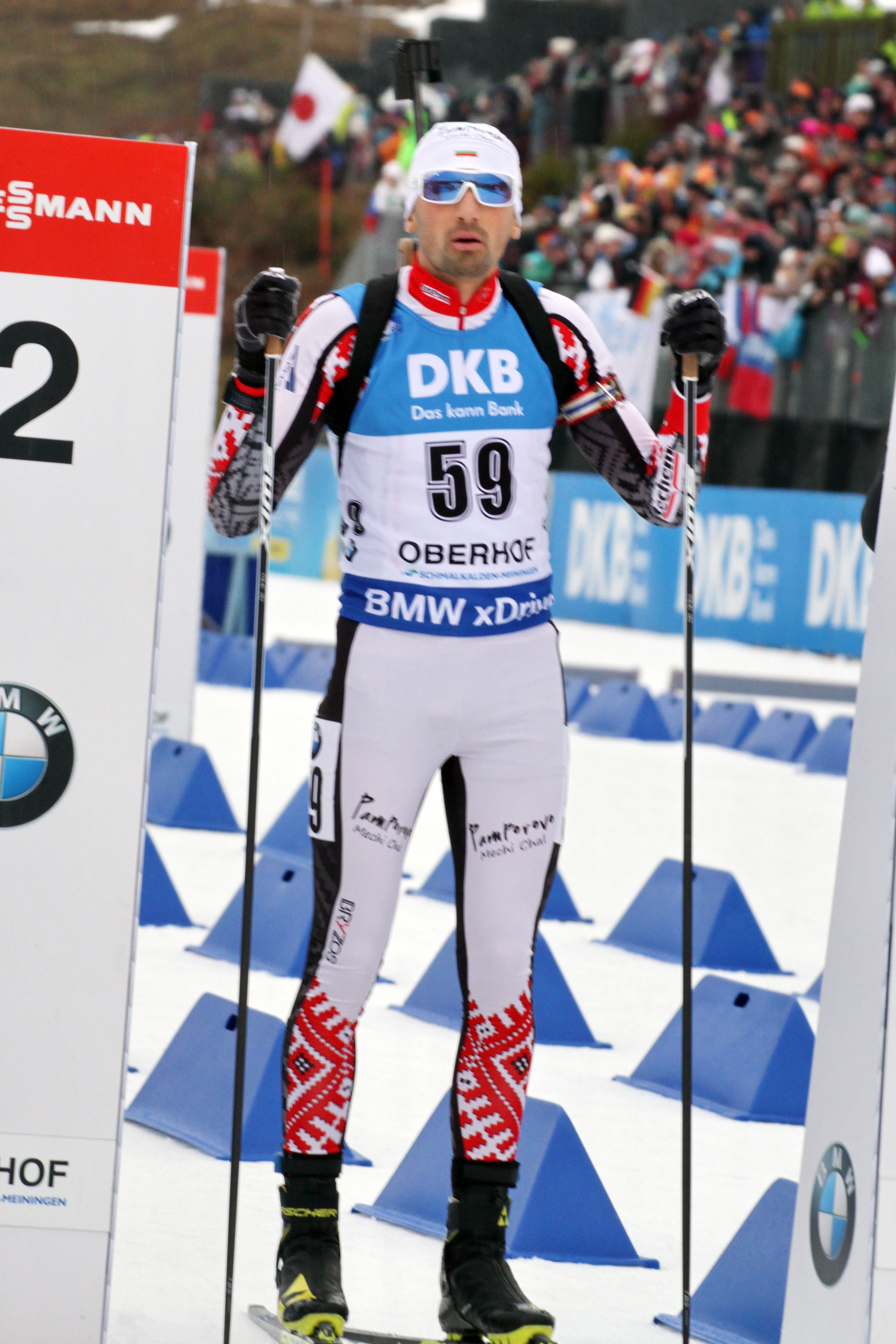
Iliew beim Start des Verfolgungsrennens, 2018 in Oberhof

Iliews deutlich stärkere Disziplin ist seit Mitte der 2010er Jahre das Laufen, der Bulgare ist seit dem Winter 2014/15 unverändert gut zwei Prozentpunkte schneller als der Durchschnitt. Während vor allem in den Anfangsjahren im Weltcup das Stehendschießen die größte Schwäche Iliews war (der Bestwert mit 80,6 % kam erst in der Saison 2016/17), entwickelte sich der Liegendanschlag in den letzten Wintern zum größeren Schwachpunkt. Hier betrug der Bestwert aus der Saison 2014/15 88 % Trefferquote, seither beträgt dieser Wert im Durchschnitt nur noch etwa 75 %.

## Persönliches
Wladimir Iliew ist mit seiner Teamkollegin Milena Todorowa verlobt. Im Oktober 2023 wurde die gemeinsame Tochter geboren. Mit 38 Jahren und mindestens 257 Tagen ist er im Winter 2025/26 nach Simon Eder der älteste Athlet im Feld.

## Statistiken

### Weltcupplatzierungen
Die Tabelle zeigt alle Platzierungen (je nach Austragungsjahr einschließlich Olympische Spiele und Weltmeisterschaften).
- 1.–3. Platz: Anzahl der Podiumsplatzierungen
- Top 10: Anzahl der Platzierungen unter den ersten zehn (einschließlich Podium)
- Punkteränge: Anzahl der Platzierungen innerhalb der Punkteränge (einschließlich Podium und Top 10)
- Starts: Anzahl gelaufener Rennen in der jeweiligen Disziplin
- Staffel: inklusive Mixed- und Single-Mixed-Staffeln

| Platzierung               | Einzel | Sprint | Verfolgung | Massenstart | Staffel | Gesamt |
| ------------------------- | ------ | ------ | ---------- | ----------- | ------- | ------ |
| 1. Platz                  |        |        |            |             |         |        |
| 2. Platz                  | 1      |        |            |             |         | 1      |
| 3. Platz                  |        |        |            |             |         |        |
| Top 10                    | 1      | 7      | 2          |             | 12      | 22     |
| Punkteränge               | 13     | 56     | 49         | 14          | 113     | 245    |
| Starts                    | 47     | 146    | 70         | 14          | 113     | 390    |
| Stand: Saisonende 2024/25 |        |        |            |             |         |        |

### Weltcupwertungen
Ergebnisse bei Biathlon-Weltcups (Disziplinen- und Gesamtweltcup) gemäß Punktesystem:
| Saison  | Einzel | Einzel | Sprint | Sprint | Verfolgung | Verfolgung | Massenstart | Massenstart | Gesamt | Gesamt |
| Saison  | Platz  | Punkte | Platz  | Punkte | Platz      | Punkte     | Platz       | Punkte      | Platz  | Punkte |
| ------- | ------ | ------ | ------ | ------ | ---------- | ---------- | ----------- | ----------- | ------ | ------ |
| 2008/09 | 72.    | 9      | –      | –      | –          | –          | –           | –           | 100.   | 9      |
| 2011/12 | 40.    | 25     | 69.    | 24     | 59.        | 19         | –           | –           | 59.    | 68     |
| 2012/13 | –      | –      | 33.    | 107    | 47.        | 47         | 44.         | 14          | 43.    | 168    |
| 2013/14 | –      | –      | 68.    | 19     | 57.        | 27         | –           | –           | 65.    | 46     |
| 2014/15 | 22.    | 49     | 20.    | 184    | 22.        | 121        | 29.         | 44          | 25.    | 396    |
| 2015/16 | 44.    | 20     | 31.    | 104    | 33.        | 87         | 42.         | 20          | 38.    | 231    |
| 2016/17 | 41.    | 24     | 28.    | 120    | 29.        | 118        | 31.         | 47          | 32.    | 309    |
| 2017/18 | 59.    | 1      | 59.    | 31     | 59.        | 14         | –           | –           | 59.    | 46     |
| 2018/19 | 16.    | 54     | 48.    | 39     | 49.        | 38         | 45.         | 4           | 43.    | 135    |
| 2019/20 | 54.    | 12     | 43.    | 54     | 39.        | 31         | 28.         | 41          | 35.    | 138    |
| 2020/21 | 34.    | 29     | 40.    | 53     | 40.        | 39         | 48.         | 4           | 41.    | 125    |
| 2021/22 | –      | –      | 38.    | 64     | 38.        | 50         | –           | –           | 44.    | 114    |
| 2022/23 | 42.    | 19     | 47.    | 29     | 41.        | 41         | –           | –           | 42.    | 89     |
| 2023/24 | –      | –      | 59.    | 13     | 57.        | 13         | –           | –           | 65.    | 26     |
| 2024/25 | –      | –      | 46.    | 31     | 67.        | 4          | –           | –           | 62.    | 35     |

### Olympische Winterspiele

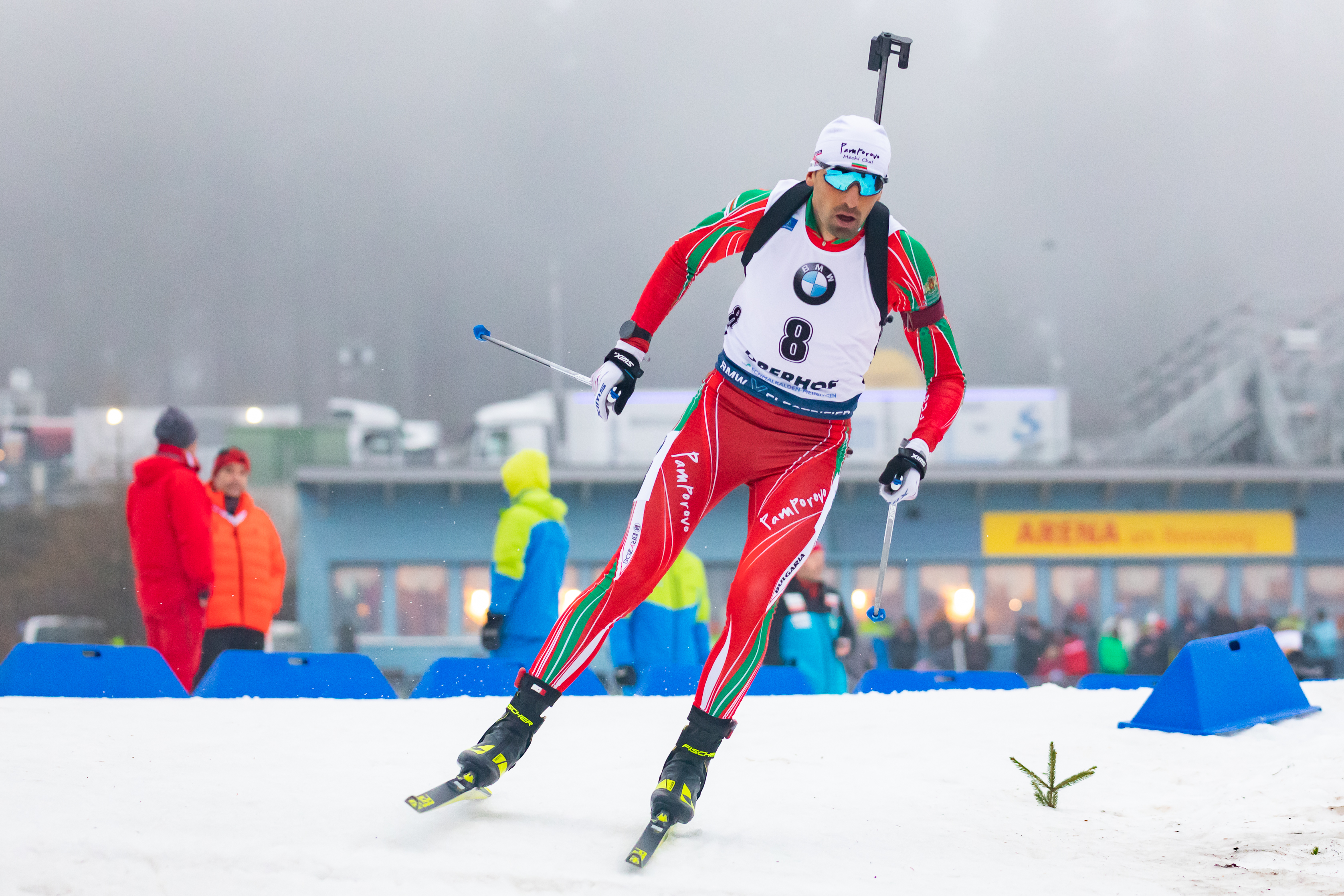
Iliew im Januar 2020 in Oberhof

Ergebnisse bei Olympischen Winterspielen:
|                                             | Einzelwettbewerbe | Einzelwettbewerbe | Einzelwettbewerbe | Einzelwettbewerbe | Staffelwettbewerbe | Staffelwettbewerbe |
| Einzel                                      | Sprint            | Verfolgung        | Massenstart       | Männerstaffel     | Mixedstaffel       |                    |
| ------------------------------------------- | ----------------- | ----------------- | ----------------- | ----------------- | ------------------ | ------------------ |
| Olympische Winterspiele 2010 \| Vancouver   | 78.               | 82.               | –                 | –                 | 15.                | nicht ausgetragen  |
| Olympische Winterspiele 2014 \| Sotschi     | 37.               | 58.               | 53.               | –                 | 14.                | –                  |
| Olympische Winterspiele 2018 \| Pyeongchang | 19.               | 54.               | 46.               | –                 | 16.                | 17.                |
| Olympische Winterspiele 2022 \| Peking      | 61.               | 31.               | 25.               | –                 | 18.                | 19.                |

### Weltmeisterschaften
Ergebnisse bei Weltmeisterschaften:
| Weltmeisterschaften | Weltmeisterschaften | Einzelwettbewerbe | Einzelwettbewerbe | Einzelwettbewerbe | Einzelwettbewerbe | Staffelwettbewerbe | Staffelwettbewerbe | Staffelwettbewerbe |
| Jahr                | Ort                 | Einzel            | Sprint            | Verfolgung        | Massenstart       | Männerstaffel      | Mixedstaffel       | S.-M.-Staffel      |
| ------------------- | ------------------- | ----------------- | ----------------- | ----------------- | ----------------- | ------------------ | ------------------ | ------------------ |
| 2007                | Antholz             | 63.               | 86.               | –                 | –                 | 18.                | 18.                | nicht ausgetragen  |
| 2008                | Östersund           | –                 | 96.               | –                 | –                 | 20.                | –                  | nicht ausgetragen  |
| 2009                | Pyeongchang         | 32.               | 84.               | –                 | –                 | 11.                | –                  | nicht ausgetragen  |
| 2011                | Chanty-Mansijsk     | 58.               | 67.               | –                 | –                 | 15.                | –                  | nicht ausgetragen  |
| 2012                | Ruhpolding          | 16.               | 56.               | DNS               | –                 | 17.                | –                  | nicht ausgetragen  |
| 2013                | Nové Město          | DNF               | 41.               | 38.               | –                 | 8.                 | –                  | nicht ausgetragen  |
| 2015                | Kontiolahti         | 27.               | 8.                | 6.                | 25.               | 16.                | 18.                | nicht ausgetragen  |
| 2016                | Oslo                | 21.               | 10.               | 24.               | 21.               | 13.                | 16.                | nicht ausgetragen  |
| 2017                | Hochfilzen          | 24.               | 13.               | 18.               | 20.               | 9.                 | 17.                | nicht ausgetragen  |
| 2019                | Östersund           | 2.                | 38.               | 37.               | 29.               | 9.                 | 21.                | –                  |
| 2020                | Antholz             | 54.               | 58.               | 44.               | –                 | 11.                | 24.                | –                  |
| 2021                | Pokljuka            | 12.               | 56.               | 37.               | –                 | 16.                | 15.                | 19.                |
| 2023                | Oberhof             | 28.               | 20.               | 16.               | 29.               | –                  | 17.                | –                  |
| 2024                | Nové Město          | 54.               | DNS               | –                 | –                 | –                  | 22.                | –                  |
| 2025                | Lenzerheide         | 56.               | 25.               | 54.               | –                 | 15.                | 15.                | –                  |

### Jugend-/Juniorenweltmeisterschaften

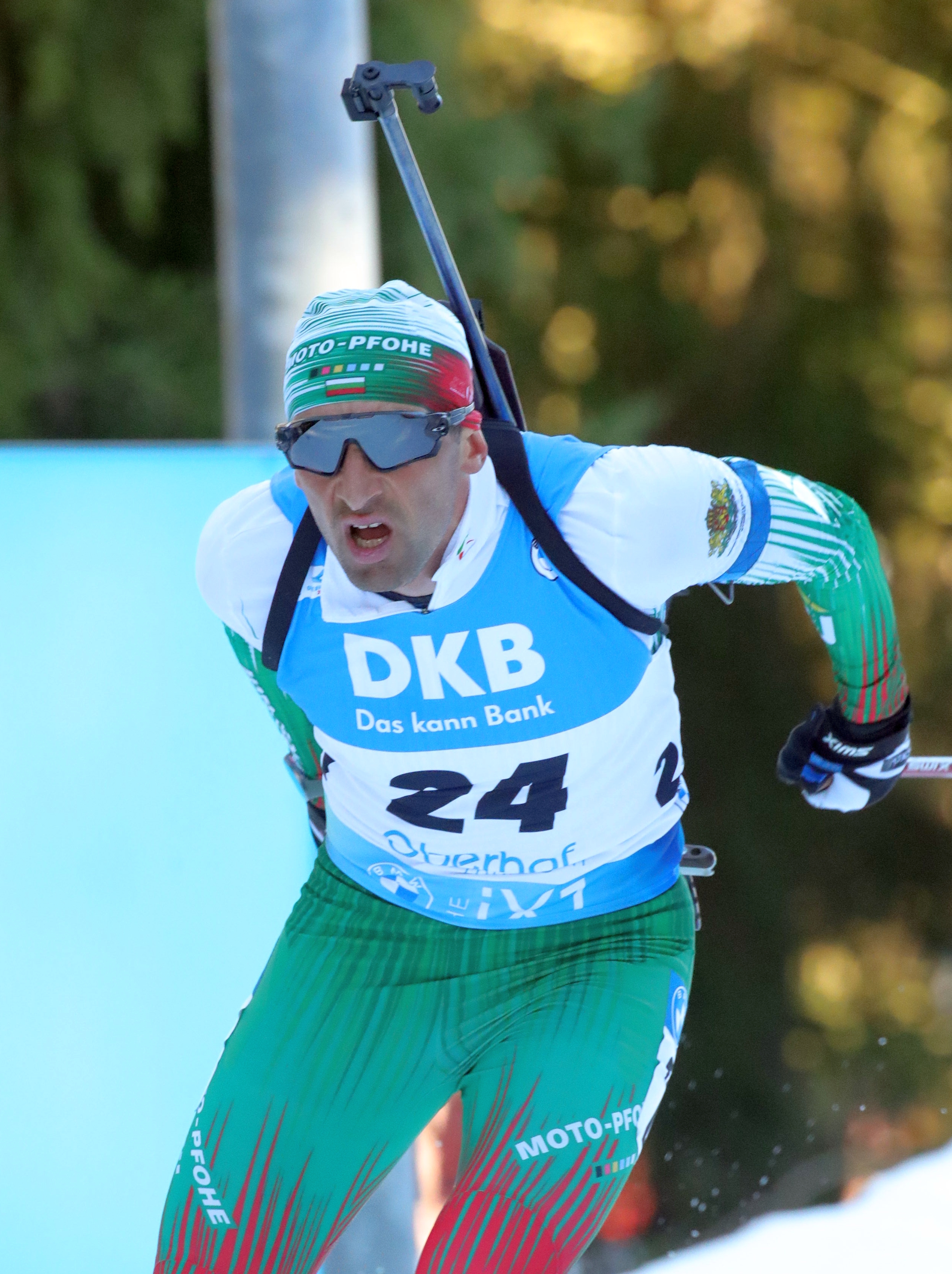
Iliew bei den Weltmeisterschaften 2023 in Oberhof

Iliew nahm bis 2006 an den Jugend- und ab 2007 an den Juniorenwettkämpfen teil.
| Weltmeisterschaften | Weltmeisterschaften | Einzelwettbewerbe | Einzelwettbewerbe | Einzelwettbewerbe | Männerstaffel |
| Jahr                | Ort                 | Einzel            | Sprint            | Verfolgung        | Männerstaffel |
| ------------------- | ------------------- | ----------------- | ----------------- | ----------------- | ------------- |
| 2005                | Kontiolahti         | 46.               | 25.               | 21.               | 10.           |
| 2006                | Presque Isle        | 35.               | 21.               | 18.               | 11. / 7. 1    |
| 2007                | Martell             | 38.               | 22.               | 28.               | 10.           |
| 2008                | Ruhpolding          | 18.               | 42.               | 26.               | 13.           |

### IBU-Cup-Siege
| Nr. | Datum         | Ort                 | Disziplin |
| --- | ------------- | ------------------- | --------- |
| 1.  | 27. Jan. 2017 | Duszniki-Zdrój (EM) | Sprint    |

### Siege im Junioreneuropacup
| Nr. | Datum         | Ort    | Disziplin |
| --- | ------------- | ------ | --------- |
| 1.  | 13. Dez. 2007 | Bansko | Sprint    |